# Parietomastoidális varrat

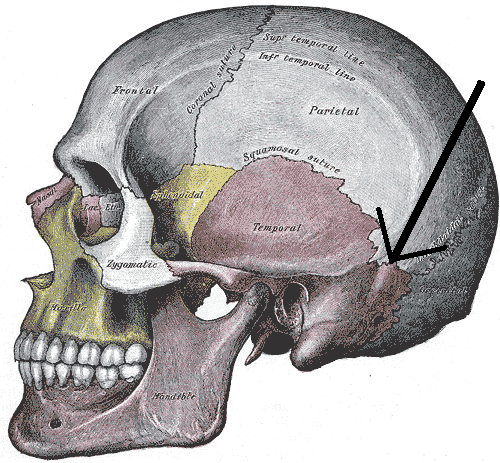
A koponya látható oldalról és a nyíl mutatja a parietomastoidális varratot

A parietomastoid varrat (magyarul falcsonti-csecsnyúlványi varrat, latinul sutura parietomastoidea) egy körülbelül 2 cm hosszú varrat az agykoponya hátsó alsó részén a falcsontok (Os parietale) és a csecsnyúlványok (Processus mastoideus) között. A pikkelyvarrat része. 